# Poncetia huaykaeoensis
Poncetia huaykaeoensis är en fjärilsart som beskrevs av Hans Bänziger 1980. Poncetia huaykaeoensis ingår i släktet Poncetia och familjen tandspinnare. Inga underarter finns listade i Catalogue of Life.